# 劳尔·古铁雷斯
劳尔·古铁雷斯（西班牙語：Raúl Gutiérrez，1966年10月16日—），墨西哥男子足球运动员，司职后卫。他曾代表墨西哥国家队参加1994年国际足联世界杯，结果队伍止步十六强赛。